# Lilia Skala
Lilia Skala (født Lilia Sofer; 28. november 1896, død 18. december 1994) var en østrigsk/amerikansk skuespiller og arkitekt.

## Opvækst
Skala blev født Lilia Sofer i Wien. Hendes mor, Katharina Skala, var katolsk, og hendes far, Julius Sofer, var jødisk og arbejdede som producentrepræsentant for Waldes Koh-i-noor. Hun var en af de første kvinder til at uddanne sig i arkitektur og teknik fra universitetet i Dresden, før man praktiserer arkitektur professionelt i Wien.

## Privatliv
I slutningen af 1930'erne blev hun tvunget til at flygte sit nazistiske besatte hjemland sammen med sin mand, Louis Erich Skala, og deres to unge sønner. (Lilia og Erich vedtog det ikke-jødiske lydende efternavn af Lilias mor.) Det lykkedes Skala og sin mand at undslippe (på forskellige tidspunkter) fra Østrig og til sidst bosætte sig i USA.
Skala var en kristen forsker. Hun blev introduceret til religionen i Wien i 1920'erne.

## Karriere
Lilia Skala optrådte på utallige tv-shows og serier fra 1952 til 1985 (for eksempel The Alfred Hitchcock Hour i 1965) og som storhertuginden Sophie, der afholdt selskaber på Broadway med Ethel Merman i Call Me Madam ikke for mange år efter at have slået sig i en Queen lynlås fabrik som en ikke-engelsktalende flygtning fra Østrig.
Hun var nomineret til en Oscar for bedste kvindelige birolle for sin mest berømte rolle som mor Superior Markens liljer overfor Oscar-vindende Sidney Poitier. Skala optrådte også i  Narreskibet (1965), Charly (1968), Deadly Hero (1976), Eleanor and Franklin (1976), Roseland (1977), Heartland (1979) Flashdance (1983) og House of Games (1987).

## Død
Hun døde i Bay Shore, New York, af naturlige årsager i alderen 98 år. Hendes liv er genstand for et "one-woman" skuespil ved navn Lilia! Spillet er skrevet og udført af hendes barnebarn, Libby Skala.